# Dominique Ntawukuriryayo
Pour les articles homonymes, voir Ntawukuriryayo.
 (mars 2008).
Améliorez-le ou discutez des points à vérifier. 
Dominique Ntawukuriryayo, ancien sous-préfet de Gisagara, dans le sud du Rwanda, a été condamné le 3 août 2010 à 25 ans de prison par le Tribunal pénal international pour le Rwanda (TPIR) pour son implication dans le génocide.

## Son arrestation
Dominique Ntawukuriryayo, citoyen Rwandais, est recherché par le Tribunal pénal international pour le Rwanda (TPIR) pour génocide, complicité de génocide et incitation directe et publique à commettre le génocide.
Réfugié en France depuis 2001, Dominique Ntawukuriryayo a été arrêté à Carcassonne, dans l'Aude le 18 octobre 2007.

## Vie à Carcassonne
En fait, Dominique Ntawukuriryayo vivait sans se cacher et avait fondé une association d'aide à la scolarisation des enfants rwandais, a-t-on appris auprès de cette association.
Alors que des plaintes avaient été déposées contre lui dès décembre 2004 auprès du tribunal de grande instance de Carcassonne, il vivait dans le quartier populaire du Viguier où il était notamment un responsable des migrants pour le diocèse de Carcassonne.
L'ancien préfet de Gisagara (sud du Rwanda) était arrivé avec son épouse, d'ethnie tutsi, en 2001 dans l'Aude et avait fait une demande auprès de l'Office français de protection des réfugiés et apatrides (Ofpra). Il a été hébergé dans un centre d'accueil de demandeurs d'asile (Cada) à Alzonne, près de Carcassonne.
Source : Kigali réclame à Paris l'extradition d'un Rwandais NOUVELOBS.COM | 19.10.2007 | 15:59

### Témoignages
Madeleine Raffin, Directrice de Caritas Gikongoro de 1993 à 1997. Elle se dit étonnée par cet acharnement soudain. Au début de la crise rwandaise, le prévenu a mis son home à la disposition des militaires étrangers, notamment de l'ONU et de la France, qui assuraient la sécurité de la région. Ce même bâtiment est aujourd'hui utilisé par l'administration communale qui l'occupe depuis des années comme bureau communal.
Gérard Balbastre, président du Secours catholique de Carcassonne : Il était responsable de tout ce qui concerne l'accueil des migrants. C'était un bénévole de grande qualité, ouvert et accueillant.